# Symphonie no 4 de Beethoven
Pour les articles homonymes, voir Symphonie no 4.
La Symphonie no 4 en si bémol majeur, opus 60, de Ludwig van Beethoven fut écrite en 1806,. Cette symphonie fut exécutée pour la première fois le 5 mars 1807, à Vienne lors d'un concert privé donné chez le prince Lobkowitz, sous la direction de l'auteur (la première publique eut lieu, au Théâtre de la cour le 15 novembre 1807, sous la direction de l'auteur).
Elle fut publiée au comptoir des Arts et de l'Industrie à Vienne au cours de l’année 1808,.
Cette œuvre fut dédiée au comte Franz von Oppersdorff (de) et son exécution dure environ 33 minutes
.

## Introduction
Certaines personnes prétendent que les symphonies « impaires » de Beethoven sont majestueuses, tandis que ses symphonies « paires » sont tranquilles ou paisibles. C'est tout spécialement le cas de la 4e symphonie en si bémol majeur, puisqu'elle est très en contraste avec l'héroïque 3e symphonie en mi bémol majeur et la 5e symphonie en ut mineur. Robert Schumann disait que cette pièce était « une menue dame grecque prise entre deux dieux nordiques. » Cela s'explique facilement : lorsque Beethoven écrivit cette symphonie en 1806, il vivait le moment le plus paisible de sa vie.

## Composition et dédicace
Le comte Franz von Oppersdorff était un parent du protecteur de Beethoven, le prince Lichnowsky. Alors que le comte séjournait à la résidence d'été de Lichnowsky, il put rencontrer le compositeur, qui était en vacances au même endroit. Von Oppersdorff entendit la 2e symphonie en ré majeur et l'aima tellement qu'il lui offrit une importante somme d'argent pour qu'il lui en compose une nouvelle. Le compositeur s'attela à la tâche, utilisant le même ton joyeux que celui de la deuxième symphonie. La dédicace fut faite « au noble comte silésien, Franz von Oppersdorff ».

## Orchestration
Elle est écrite pour orchestre symphonique.
| Instrumentation de la quatrième symphonie                            |
| Cordes                                                               |
| premiers violons, seconds violons, altos, violoncelles, contrebasses |
| Bois                                                                 |
| 1 flûte, 2 hautbois, 2 clarinettes en si♭, 2 bassons                 |
| Cuivres                                                              |
| 2 cors en si♭ et en mi♭, 2 trompettes en si♭ et en mi♭               |
| Percussions                                                          |
| 3 timbales (si♭, fa & mib)                                           |

## Structure
Cette œuvre de 33 minutes est composée de quatre mouvements :
|         | I   | Adagio Allegro vivace                                   | - 4/4 - - 2/2 - | noire = 66 blanche = 80                                          | si♭ majeur |
|         | II  | Adagio                                                  | - 3/4 -         | croche = 84                                                      | mi♭ majeur |
| Scherzo | III | Allegro molto e vivace Un poco meno allegro Tempo primo | - 3/4 -         | blanche pointée = 100 blanche pointée = 88 blanche pointée = 100 | si♭ majeur |
| Finale  | IV  | Allegro ma non troppo                                   | - 2/4 -         | blanche = 80                                                     | si♭ majeur |

## Brève description de chaque mouvement
- Premier mouvement : Suit la structure sonate. La partie adagio, servant d'introduction, rend une atmosphère mystérieuse et silencieuse. Toutefois, lorsque la partie allegro vivace commence, le mode devient rapidement actif et joyeux. Ce mouvement est très rythmique, et il se termine, après la récapitulation raccourcie, par une coda très chargée.
- Second mouvement : Suit la structure sonate. Une belle et calme mélodie donne à tout ce mouvement une atmosphère lyrique qui nous engloutit dans une émotion sublime et élégante. La mélodie est jouée par les premiers violons tandis que le deuxième thème est joué par les clarinettes.
- Troisième mouvement : Suit la forme scherzo. Ce mouvement se développe librement et avec humour. Un mouvement énergique en général.
- Quatrième mouvement : Suit la forme sonate. Sur un tempo rapide, ce mouvement – un mouvement perpétuel – pousse l'atmosphère allègre et vivante à un niveau supérieur. Une vivacité et un sentiment de bonheur extrême se poursuivent jusqu'à la coda.

## Repères discographiques